# 自動馬格南IV型半自動手槍
AMT自動馬格南IV型（英語：AMT AutoMag IV；AutoMag，意為：「自動馬格南」；IV，罗马数字，意為：4）是一款由美国槍械製造商阿卡迪亞機器及工具公司（簡稱：AMT）所研製和生產的大型單動操作型半自動手槍。發射.45溫徹斯特馬格南、10毫米亞伊馬格南（英文：10mm iAi Magnum）或10毫米Auto口徑子彈。

## 概述
自動馬格南Ⅳ型是由哈利·桑福德（英語：Harry Sanford）所研發，他亦是最初的.44自動馬格南手槍研發者。和自動馬格南II型半自動手槍一樣，同前是由高標手槍製造公司（英語：High Standard）作市場營銷。此槍曾經在1990年代後期停產，但2004年高標手槍製造公司決定再次生產。
自動馬格南IV型的膛室設計是可以發射.45溫徹斯特馬格南和10毫米亞伊馬格南這兩種子彈，並且有10毫米Auto口徑版本。此槍由不鏽鋼所製造和以7發可拆卸式彈匣供彈。

## 資料來源
- （英文）—Ian's AMT Information site

## 外部連結
- （英文）—Website which presents detailed analyses of many types of weapon including the AMT automag
- （英文）—Modern Firearms—AMT Automag II III IV and V pistols （页面存档备份，存于）